# Козлов, Виктор Николаевич (партийный деятель)
Виктор Николаевич Козлов (ноябрь 1904, д. Калиновка, Уфимская губерния, Российская империя — март 1948, Кустанай, Казахская ССР, СССР) — советский государственный и партийный деятель. Первый секретарь Кустанайского обкома КП(б) Казахстана (1947—1948).

## Биография
Член ВКП(б). В 1928 г. окончил Московскую сельскохозяйственную Академию имени К. А. Тимирязева.
- 1928—1933 гг. — стажёр, инструктор Маслоцентра; научный сотрудник Научно-исследовательского института молочной промышленности и торговли;
- участковый, старший агроном машинно-тракторной станции; инструктор Трактороцентра; директор Центральной сельскохозяйственной станции; заместитель заведующего сельскохозяйственным отделом ЦК ВЛКСМ,
- 1933—1941 гг. — старший агроном машинно-тракторной станции, старший агроном Сталинского районного земельного отдела, старший агроном; начальник Сортового управления Северо-Казахстанского областного земельного отдела; начальник сортового управления Акмолинского областного земельного отдела
- 1941—1944 гг. — инструктор, заместитель заведующего сельскохозяйственным отделом ЦК КП(б) Казахстана,
- 1944—1947 гг. — второй секретарь Актюбинского областного комитета КП(б) Казахстана,
- 1947—1948 гг. — первый секретарь Кустанайского областного комитета КП(б) Казахстана.

## Награды и звания
Награждён орденами Трудового Красного Знамени, «Знак Почёта».